# 僕の呪いの吸血姫
『僕の呪いの吸血姫』は、金井千咲貴による日本の漫画作品。『月刊少年ガンガン』（スクウェア・エニックス）にて、2021年8月号（7月12日発売）より連載中。

## あらすじ
数年前から人間を襲う「吸血鬼」が出現し始め、被害が後を絶たない日本。対吸血鬼保安隊の班長である緒坂唯鈴は、悪化の一途を辿る現状を変えるべく、まことしやかに囁かれている伝説上の吸血鬼「吸血鬼殺しバロック」を水面下で調査していた。筆舌し難いほどに神々しい美しさで、その姿を見た者を狂わせ自害させるというバロック。やがて彼女の実在を確信し幽閉場所を突き止めた唯鈴は、バロックを解放し、共に吸血鬼殲滅のため戦うこととなる。

## 登場人物

### 主要人物
緒坂唯鈴（おさか いすず）
主人公。対吸血鬼保安隊班長の青年。保安隊の中では人並外れたの強さを誇るものの、自分一人だけの力で吸血鬼を退治するには至れていない。吸血鬼との戦闘で命を散らしてゆく部下達を憂い、伝説上の存在「吸血鬼殺しのバロック」の調査を秘密裏に行っていた。親しい仲である情報部部長の遠目から、バロックらしき吸血鬼が国に非公式で拘束されている情報を得たことでバロックの誘拐を計画。バロックと相対した際に、無理やり従わせようとするでなく、今まで吸血鬼から人類を守ってくれていたであろう彼女に感謝を伝えたことで、次第に心を通わせていく。一度はバロック誘拐の罪で政府に処分されそうになるも、防衛副大臣の榊に利用価値を見出され、バロックとバディを組み、日本中の吸血鬼殲滅を命じられる。 その上、彼女の管理・監視の任務も受け、半ば強制的にシェルターのような場所に軟禁、そこでバロックと同棲をすることとなった。榊には「バロックがお前に恋をしたと供述した」と密かに伝えられ、彼女の身も心も制御できる首輪になるよう、篭絡することも同時に命じられている。だが、唯鈴本人はバロックに対するセクハラに値すると考え無視を決め込んでいる。実は今から１年前までの記憶しか持たず、彼が何者であったのかは、本人を含めほぼ全員が知らず「緒坂唯鈴」の名も本名ではない。のちにツクヨミが唯鈴の血の味に覚えがあると呟き、記憶を失う前の唯一の関係者であることが発覚した。
意外にも負けず嫌いで、腕力においてツクヨミやルビー、武闘派ではないバロック、ラピスにすら全く敵わない己を悔しく思い、その後も鍛え続け何とベンチプレスで世界記録を越えるまでに至る。だが直後バロックとラピスとで行った腕相撲では大敗を喫し、今までにないほど意気消沈していた。敵味方問わず吸血鬼からのお姫様抱っこがデフォルト化している現状にも憂いている。
バロック
ヒロイン。あまりの美しさゆえ、見た者を狂い死なせるという伝説を持つ「吸血鬼殺し」の吸血鬼。
人間を吸血鬼の脅威から守っていたが、その力を畏怖した人間達に捕まり20年もの間、監禁・拷問を受けていた。その後、彼女の力を借りるため誘拐を企てた唯鈴の手により解放される。直後、唯鈴に恨みを持つ吸血鬼の強襲を受けるが、呪術によってこれを撃退。その後は唯鈴と共に組織に回収され再度監禁されるも、榊によって利用価値を見出され吸血鬼殲滅の命を受ける。
吸血鬼退治を命じられた際、唯鈴の補佐がなければできないと告げ、唯鈴にこだわる理由に「あの方に恋をしたからです」と供述した。結果その発言で唯鈴の処分も取り下げられ、バロックと共に殲滅の命を受けている。
基本的には唯鈴としか口を利かず、唯鈴の前でしか喜怒哀楽の表情を見せないため、榊を含む上層部は先述の供述を信じ、唯鈴を彼女を制御する首輪として運用するに至っている。だがのちにルビーとツクヨミに襲われ、ルビーに唯鈴との関係を問いただされた時には、唯鈴との関係は仕事上のものであり恋愛関係はありえないと断言していた。つまり「恋をした」という供述も唯鈴が国から処分されないための方便だった。しかし、その表情は誰が見ても恋する乙女のそれであり、恋心と自覚できていない様子。その後、唯鈴がツクヨミにさらわれ救出に向かった際、笑顔で「大好き」と伝えたが……。
最近の唯鈴の人たらしっぷり（吸血鬼相手も含む）に若干振り回され気味。空腹を感じると理性が緩くなる他の吸血鬼達と比べて我慢強い。
榊一（さかき はじめ）
日本の防衛副大臣。防衛大臣の安森が吸血鬼に殺害されたため、その後大臣に昇進する。唯鈴とバロックに吸血鬼殲滅を命じた張本人。さらには、唯鈴がバロックを完全に制御できる首輪となるよう「キスをしろ」というようなセクハラまがいの命令も至極真面目に行った。一切変わらない表情と無茶ぶりとしか思えない命令の数々（主に対唯鈴）に、冷酷無比な人物に思われがちだが、唯鈴やバロックが不当な扱いを受けないよう、密かにアシストも行っている。
遠目 義（とおめ ただし）
対吸血鬼保安隊の情報部部長。唯鈴とは旧知の仲。吸血鬼バロックを秘密裏に調査する唯鈴に、彼女の存在がほぼ決定打となる情報を渡した。のちに唯鈴のマンションを訪ねた際に、唯鈴がバロック誘拐を実行したことを悟るような描写が、単行本にのみ追加されている。唯鈴救出作戦の際にバロックと対面。何もかも一人で背負おうとする唯鈴を案じ、それでも止められなかったことを悔いている心情を吐露、そんな唯鈴を叱って支えてほしいと伝えた。
水舎 手鞠（みずや てまり）
政府の人間。保安隊時代から唯鈴に強く憧れている。そのため殺人事件捜査のためにヘッポコ教師に扮した唯鈴を見て、普段とのあまりのギャップを受け止め切れず取り乱してしまっていた。
榊二（さかき つぐ）
榊防衛大臣の弟。唯鈴とバロックが「緒坂唯鈴」の正体を探る任務に同行する。二人への監視と対人護衛役を務める。兄である一を強く敬愛している。
榊三（さかき なお）
榊防衛大臣の弟。二と共に唯鈴達の「緒坂唯鈴」の正体を探る任務に同行。二同様に一を敬愛しており、彼が運転する車には一の姿を象ったぬいぐるみが飾られている。白衣をまとっており、道中の唯鈴達の健康管理および監視を担当する。
ラピス・ラズリ
吸血鬼(呪い憑き)。催眠の能力を持っている。ある女子高生が殺害された高校で、自身をバロックだと偽り崇拝されていた。バロックの伝説にある「あまりの美しさに～」に相当する美貌を持つ。吸血鬼の身であるが、人殺しを厭い、人間に友好的。
女子高生殺人事件の際に遭遇した、唯鈴の物怖じしない態度を気に入り、自分の飼い犬になるよう強制する。バロックにより阻止されたが、共に事件解決を経た後には唯鈴から「友達になれませんか？」と口説かれ、人生（吸血鬼生？）初の友人を得る(ラピス自身が人好きでコミュ力があっても、コミュニティを顔面で破壊してしまうため、親しい友人が唯鈴以外出来なかった)。何かと唯鈴に執着するため、元からではあるがバロックとは激しい犬猿の仲。吸血鬼に特別敵意があるわけではないが、唯鈴のピンチには手を貸す。
ツクヨミ
吸血鬼。姉のルビーと共に渋谷の街で唯鈴達を襲った少女の吸血鬼。唯鈴と戦った際に吸血し、彼の血をいたく気に入り自分のペットになるよう唯鈴に直接打診をする。その後も一向に折れない唯鈴にどんどん惹かれてしまい、最終的には恋をするに至った。過去に記憶を失う前の唯鈴に会ったことがあるような描写が度々あり、唯鈴が「緒坂唯鈴」になる前の名前を知っている。その名を使って唯鈴を操ることができる。
大規模な吸血鬼殲滅作戦の際に仲間を引き連れて強襲し、唯鈴をさらってしまう。その後「記憶喪失前の唯鈴と遭遇できたのは自分だけ」という推測から、唯鈴の人格を記憶喪失前の人格と入れ替えてしまう。記憶喪失前の唯鈴と相対した際、以前の記憶が一瞬蘇り、泣きながら抱きついていた。直後謎の結界により唯鈴の人格とツクヨミの記憶は再封印されてしまう。
ルビー
吸血鬼（呪い憑き）。ツクヨミの姉。彼女いわく「UR（ウルトラレア）美少女吸血鬼」であるバロックを自分の「妹」にするべく、渋谷の街でバロック達に襲い掛かる。しかし出合い頭にキスを迫り、誤って唯鈴と唇を重ねてしまった。これによりバロックの嫉妬を買っている。拳から炎を発する能力を持っており、並みの吸血鬼よりも強い「呪い憑き」だとバロックは推測している。バロックに敗れたあとは死体を加工され、対吸血鬼用の呪具となった。その状態でも多少の意思疎通は可能らしい。
ヘリオライト
吸血鬼（呪い憑き）。ツクヨミと行動を共にする青年の吸血鬼。治癒の呪い憑き。口づけで息を吹き込む事で、対象の自己治癒力を高める。過去ラピスと遭遇したことがあるらしく、ラピスを「あの方」と呼び憧れている描写がある。ラピスは彼を覚えていないようだが、それに対しても「解釈一致すぎる」と歓喜していた。
家族であるツクヨミ、敬愛するラピスが共に執着する唯鈴を激しく嫌っており、唯鈴の過去の記憶を呼び戻すという大義名分を掲げ、唯鈴に対し凄惨な拷問を行った。
雌黄（しおう）
吸血鬼（呪い憑き）。ツクヨミと行動を共にする少女の吸血鬼。常にマスクをしていて、口から毒を吐き出すことができる。唾液にも毒が含まれ、ナイフなどを舐め武器を強化することも可能。ヘリオライト同様ラピスに憧れている描写がある。
唯鈴と一対一で相対した際に、言葉を発することのできない自身の感情を読み取れる唯鈴を気に入る。即篭絡されてしまい、無自覚なまま唯鈴の脱獄を手助けしてしまった。
ウォルフラ
吸血鬼。ツクヨミと行動を共にする男性の吸血鬼。一定の状況下において犬耳が生える。攻撃・防御面において圧倒的な力を持ち、鉄球さえも眼球にぶつかった時点で粉々に破壊できるほど。唯鈴誘拐の際にバロックに捕獲され、雌黄たち家族を見逃すことを条件にツクヨミのアジトの案内役を務める。
家族思いの純粋な性格で、ツクヨミの仲間内においても愛されキャラだったらしい。反面、強い者との戦いを求める好戦的な一面もある。

## 設定・用語
呪い憑き
吸血鬼の中に、極稀に存在する異能の力を持つ吸血鬼。命名はバロック。

## 書誌情報
- 金井千咲貴『僕の呪いの吸血姫』スクウェア・エニックス〈ガンガンコミックス〉、既刊8巻（2025年8月8日現在）
  1. 2022年2月12日発売[4][5]、ISBN 978-4-7575-7741-1
  2. 2022年6月10日発売[6]、ISBN 978-4-7575-7960-6
  3. 2022年11月11日発売[7]、ISBN 978-4-7575-8249-1
  4. 2023年6月12日発売[8]、ISBN 978-4-7575-8609-3
  5. 2023年11月10日発売[9]、ISBN 978-4-7575-8898-1
  6. 2024年6月12日発売[10]、ISBN 978-4-7575-9241-4
  7. 2024年12月12日発売[11]、ISBN 978-4-7575-9565-1
  8. 2025年8月8日発売[12]、ISBN 978-4-301-00003-7